# Cambo-les-Bains
Pour les articles homonymes, voir Cambo.
Cambo-les-Bains ou Cambo (en basque : Kanbo) est une commune française située dans le département des Pyrénées-Atlantiques, en région Nouvelle-Aquitaine.
Le gentilé est Camboard (ou Kanboar.)

## Géographie

### Localisation
La commune de Cambo-les-Bains se trouve dans le département des Pyrénées-Atlantiques, en région Nouvelle-Aquitaine.
Elle se situe à 117 km par la route de Pau, préfecture du département, et à 20 km de Bayonne, sous-préfecture.
Les communes les plus proches sont : 
Halsou (2,5 km), Itxassou (3,2 km), Larressore (3,3 km), Jatxou (4,1 km), Espelette (4,2 km), Louhossoa (6,1 km), Souraïde (6,2 km), Ustaritz (6,4 km).
Sur le plan historique et culturel, Cambo-les-Bains fait partie de la province du Labourd, un des sept territoires composant le Pays basque,. Le Labourd est traversé par la vallée alluviale de la Nive et rassemble les plus beaux villages du Pays basque. Depuis 1999, l'Académie de la langue basque ou Euskalzaindia divise le territoire du Labourd en six zones,. La commune est dans la zone Lapurdi Garaia (Haut-Labourd), au sud de ce territoire.

### Communes limitrophes
Les communes limitrophes sont Halsou, Hasparren, Itxassou, Larressore, Louhossoa et Macaye.
|            | Halsou          |                   |
| Larressore | Cambo-les-Bains | Hasparren         |
|            | Itxassou        | Macaye, Louhossoa |

### Hydrographie

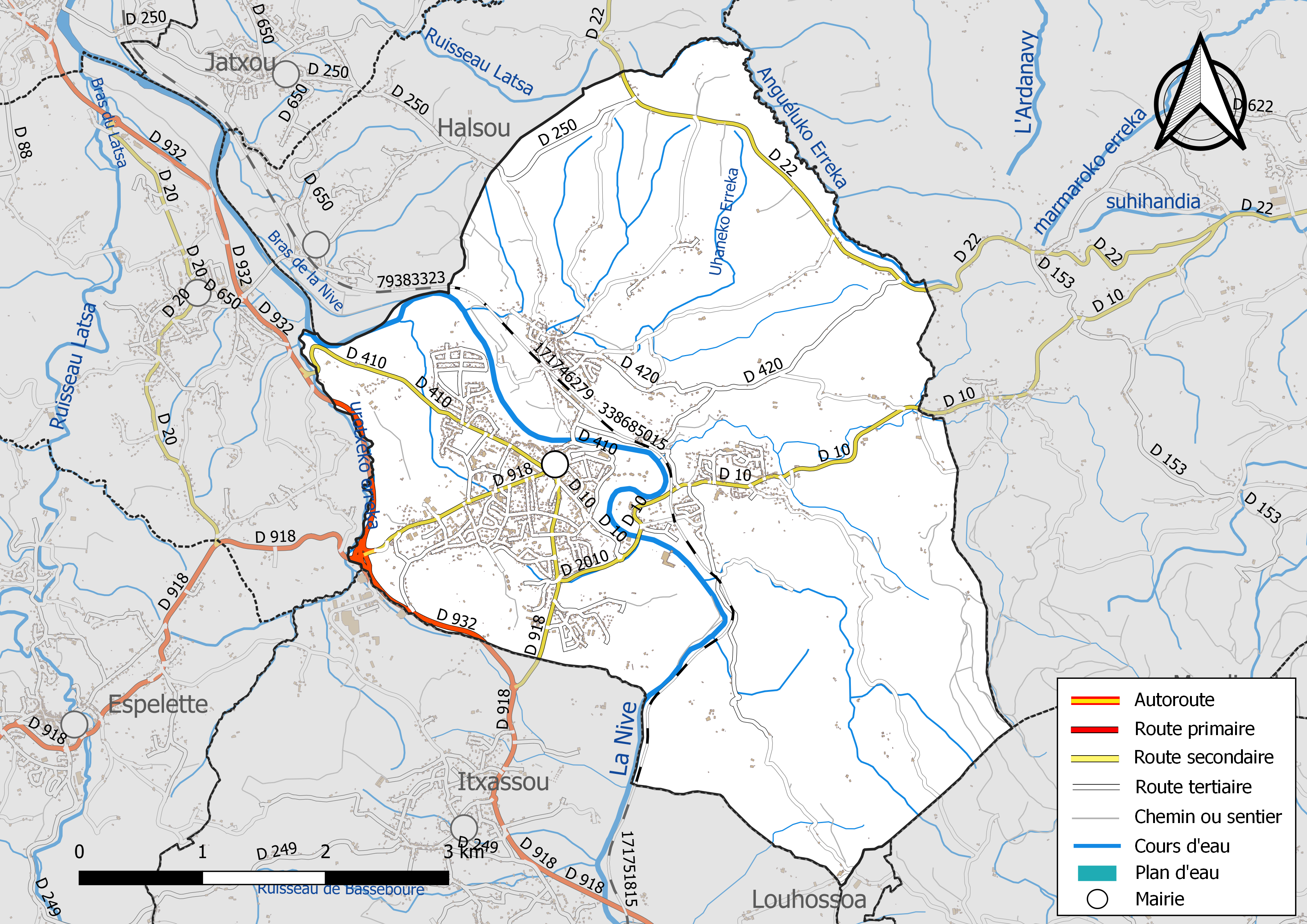
Réseaux hydrographique et routier de Cambo-les-Bains.

La commune est drainée par la Nive, Angeluko erreka, urotxeko erreka, un bras de la Nive, Uhaneko erreka, et par divers petits cours d'eau, constituant un réseau hydrographique de 34 km de longueur totale,.
La Nive, d'une longueur totale de 79,3 km, naît au pied du Mendi Zar (1 323 m), au-delà de la frontière espagnole, sous le nom de Harpeko erreka, et s'écoule du sud-est vers le nord-ouest. Elle traverse la commune et se jette dans l'Adour à Bayonne, après avoir traversé 20 communes.

### Climat
Pour des articles plus généraux, voir Climat de la Nouvelle-Aquitaine et Climat des Pyrénées-Atlantiques.
Historiquement, la commune est exposée à un micro climat océanique basque.  
En 2020, Météo-France publie une typologie des climats de la France métropolitaine dans laquelle la commune est exposée à un climat de montagne et est dans la région climatique Pyrénées atlantiques, caractérisée par une pluviométrie élevée (>1 200 mm/an) en toutes saisons, des hivers très doux (7,5 °C en plaine) et des vents faibles.
Pour la période 1971-2000, la température annuelle moyenne est de 14,1 °C, avec une amplitude thermique annuelle de 12,5 °C. Le cumul annuel moyen de précipitations est de 1 703 mm, avec 12,8 jours de précipitations en janvier et 9 jours en juillet. Pour la période 1991-2020, la température moyenne annuelle observée sur la station météorologique la plus proche, située sur la commune d'Espelette à 4 km à vol d'oiseau, est de 14,6 °C et le cumul annuel moyen de précipitations est de 1 723,4 mm,. Pour l'avenir, les paramètres climatiques de la commune estimés pour 2050 selon différents scénarios d’émission de gaz à effet de serre sont consultables sur un site dédié publié par Météo-France en novembre 2022.

### Milieux naturels et biodiversité

#### Réseau Natura 2000
Le réseau Natura 2000 est un réseau écologique européen de sites naturels d'intérêt écologique élaboré à partir des Directives « Habitats » et « Oiseaux », constitué de zones spéciales de conservation (ZSC) et de zones de protection spéciale (ZPS).
Deux sites Natura 2000 ont été définis sur la commune au titre de la « directive Habitats », : 
- « la Nive », d'une superficie de 9 473 ha, un des rares bassins versants à accueillir l'ensemble des espèces de poissons migrateurs du territoire français, excepté l'Esturgeon européen[24] ;
- « l'Ardanavy (cours d'eau) », d'une superficie de 626 ha, un cours d'eau des coteaux sud de l'Adour[25].

#### Zones naturelles d'intérêt écologique, faunistique et floristique
L’inventaire des zones naturelles d'intérêt écologique, faunistique et floristique (ZNIEFF) a pour objectif de réaliser une couverture des zones les plus intéressantes sur le plan écologique, essentiellement dans la perspective d’améliorer la connaissance du patrimoine naturel national et de fournir aux différents décideurs un outil d’aide à la prise en compte de l’environnement dans l’aménagement du territoire.
Deux ZNIEFF de type 2 sont recensées sur la commune, : 
- le « réseau hydrographique des Nives » (3 596,23 ha), couvrant 33 communes du département[27] ;
- le « réseau hydrographique et vallée de l'Ardanavy » (679,96 ha), couvrant 12 communes du département[28].

## Urbanisme

### Typologie
Au 1er janvier 2025, Cambo-les-Bains est catégorisée petite ville, selon la nouvelle grille communale de densité à sept niveaux définie par l'Insee en 2022.
Elle appartient à l'unité urbaine de Bayonne (partie française), une agglomération internationale regroupant 28  communes, dont elle est une commune de la banlieue,,. Par ailleurs la commune fait partie de l'aire d'attraction de Bayonne (partie française), dont elle est une commune de la couronne,. Cette aire, qui regroupe 56 communes, est catégorisée dans les aires de 200 000 à moins de 700 000 habitants,.

### Occupation des sols

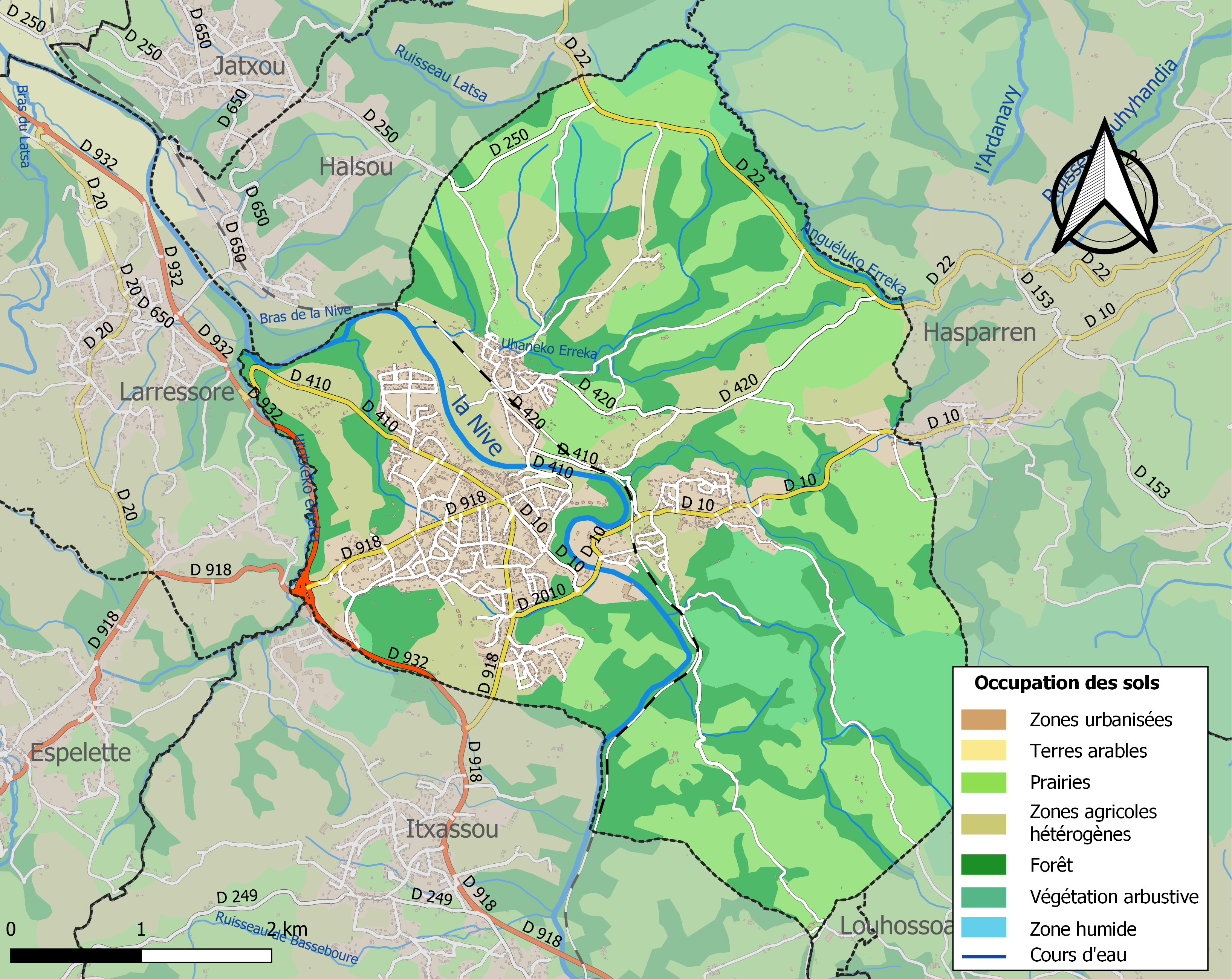
Carte des infrastructures et de l'occupation des sols de la commune en 2018 (CLC).

L'occupation des sols de la commune, telle qu'elle ressort de la base de données européenne d’occupation biophysique des sols Corine Land Cover (CLC), est marquée par l'importance des territoires agricoles (45,4 % en 2018), en diminution par rapport à 1990 (46,5 %). La répartition détaillée en 2018 est la suivante : 
prairies (29,7 %), forêts (28,7 %), zones agricoles hétérogènes (15,7 %), zones urbanisées (14,3 %), milieux à végétation arbustive et/ou herbacée (11,2 %), zones industrielles ou commerciales et réseaux de communication (0,4 %).
L'IGN met par ailleurs à disposition un outil en ligne permettant de comparer l’évolution dans le temps de l’occupation des sols de la commune (ou de territoires à des échelles différentes). Plusieurs époques sont accessibles sous forme de cartes ou photos aériennes : la carte de Cassini (XVIIIe siècle), la carte d'état-major (1820-1866) et la période actuelle (1950 à aujourd'hui).

### Lieux-dits et hameaux
- Agorreta[12]
- Agotéa[12]
- Aguerregaraia[12]
- Alzuya[12]
- Antchuberroa[12]
- Antonéténéa[12]
- Ardazkia[12]
- Arrazalguia[12]
- Assantza Borda[12]
- Balentria[12]
- Barzalondéguia[12]
- Bas Cambo[12]
- la Bergerie[12]
- Berhartéa[12]
- Camino[12]
- Celhaya[12]
- Chanoénéa[12]
- Curutchéta[12]
- Delbarre[12]
- Etchemendia[12]
- Eyhéraldéa[12]
- Fagaldékoborda[12]
- Francessenia[12]
- Galériakoborda[12]
- Garréténéa[12]
- Garroenborda[12]
- Hameau d'Arnaga[12]
- Harizkassuya[12]
- Harialdéa[12]
- Harriondoa[12]
- Haurtzain[12]
- Hégoynéa[12]
- Hiriberrikoborda[12]
- Iguzkian[12]
- Inbidéberria[12]
- Landégui[12]
- Larraldéa[12]
- Larrastékoa[12]
- Larregaina[12]
- Lizarraga[12]
- Lourchaénéa[12]
- Luberria[12]
- Lurbintoa[12]
- Maiteenborda[12]
- Montagne des Dames[12]
- Moulin de Luroa[12]
- Moulina[12]
- Mousdéhalsou[12]
- Nécatorénéa[12]
- Oussia[12]
- Oyhanburuya[12]
- Pascoénéa[12]
- Ponthoénéa[12]
- Poutouen[12]
- Rosaenia[12]
- les Sept Chênes[12]
- Sierra[12]
- Souberbielle[12]
- les Thermes[12]
- Urcudoya[12]
- Villa Arnaga[12]

### Voies de communication et transports
Cambo-les-Bains est située à la conjonction des routes départementales D 932, en provenance de Bayonne, D 918 en provenance de Saint-Jean-Pied-de-Port et D 22, qui vient d'Hasparren. 
L'autoroute A63 possède une sortie (sortie 5) indiquant la commune.
Le TER Nouvelle-Aquitaine SNCF circulant sur la ligne Bayonne - Saint-Jean-Pied-de-Port permet de relier la commune au réseau ferré français depuis la gare de Cambo-les-Bains.

### Risques majeurs
Le territoire de la commune de Cambo-les-Bains est vulnérable à différents aléas naturels : météorologiques (tempête, orage, neige, grand froid, canicule ou sécheresse), inondations, feux de forêts, mouvements de terrains et séisme (sismicité moyenne). Il est également exposé à un risque technologique,  le transport de matières dangereuses, et à un risque particulier : le risque de radon. Un site publié par le BRGM permet d'évaluer simplement et rapidement les risques d'un bien localisé soit par son adresse soit par le numéro de sa parcelle.

#### Risques naturels
Certaines parties du territoire communal sont susceptibles d’être affectées par le risque d’inondation par une crue torrentielle ou à montée rapide de cours d'eau, notamment la Nive. La commune a été reconnue en état de catastrophe naturelle au titre des dommages causés par les inondations et coulées de boue survenues en 1982, 1983, 1991, 1993, 1995, 2007, 2009, 2014, 2018, 2019 et 2021,.
Cambo-les-Bains est exposée au risque de feu de forêt. En 2020, le premier plan de protection des forêts contre les incendies (PDPFCI) a été adopté pour la période 2020-2030. La réglementation des usages du feu à l’air libre et les obligations légales de débroussaillement dans le département des Pyrénées-Atlantiques font l'objet d'une consultation de public ouverte du 16 septembre au 7 octobre 2022,.
Les mouvements de terrains susceptibles de se produire sur la commune sont des affaissements et effondrements liés aux cavités souterraines (hors mines). Afin de mieux appréhender le risque d’affaissement de terrain, un inventaire national permet de localiser les éventuelles cavités souterraines sur la commune.

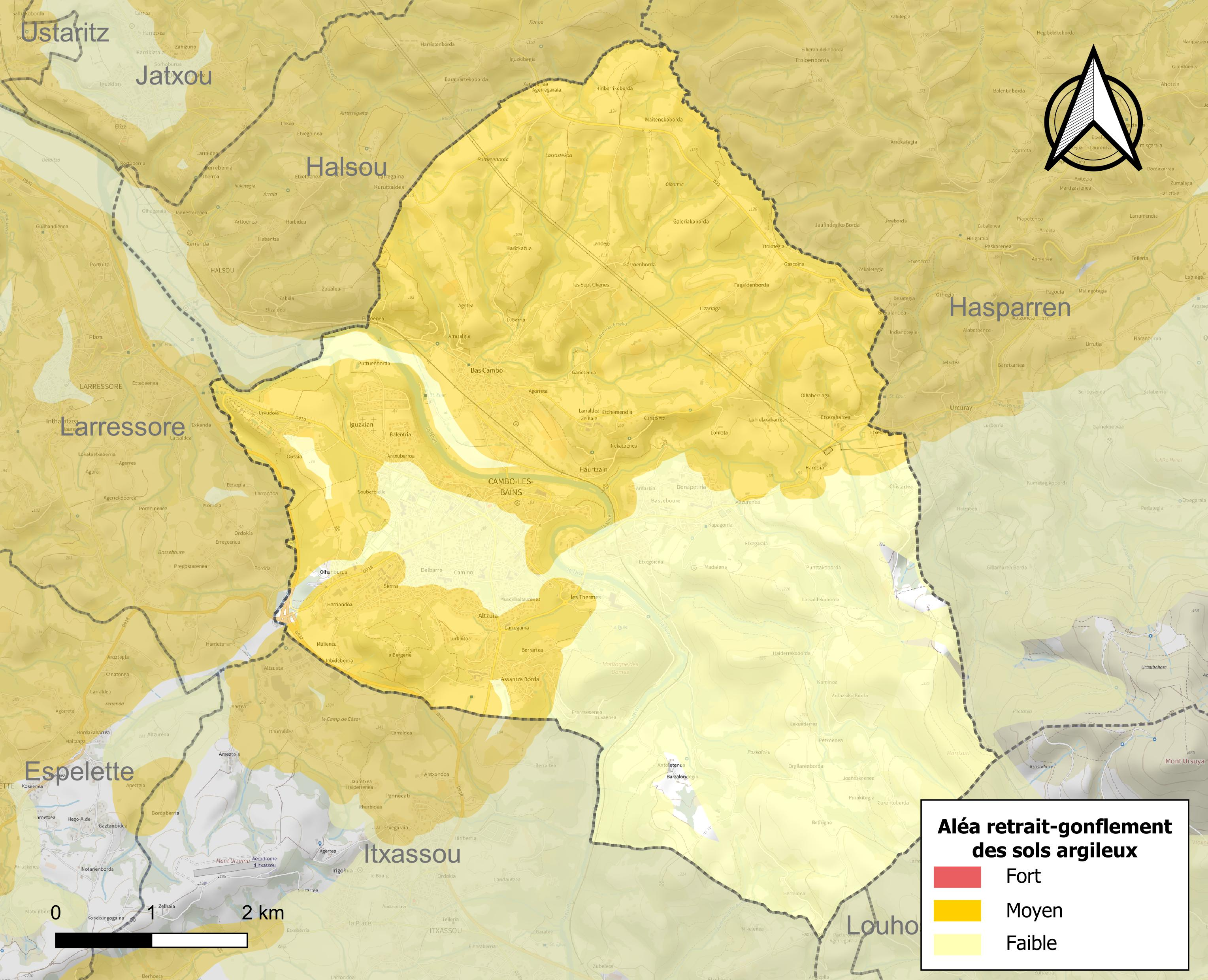
Carte des zones d'aléa retrait-gonflement des sols argileux de Cambo-les-Bains.

Le retrait-gonflement des sols argileux est susceptible d'engendrer des dommages importants aux bâtiments en cas d’alternance de périodes de sécheresse et de pluie. 57,7 % de la superficie communale est en aléa moyen ou fort (59 % au niveau départemental et 48,5 % au niveau national). Depuis le 1er octobre 2020, en application de la loi ELAN, différentes contraintes s'imposent aux vendeurs, maîtres d'ouvrages ou constructeurs de biens situés dans une zone classée en aléa moyen ou fort,.

#### Risque particulier
Dans plusieurs parties du territoire national, le radon, accumulé dans certains logements ou autres locaux, peut constituer une source significative d’exposition de la population aux rayonnements ionisants. Selon la classification de 2018, la commune de Cambo-les-Bains est classée en zone 2, à savoir zone à potentiel radon faible mais sur lesquelles des facteurs géologiques particuliers peuvent faciliter le transfert du radon vers les bâtiments.

## Toponymie

### Attestations anciennes
Le toponyme Cambo est mentionné dès 1235 (cartulaire de Bayonne), et apparaît sous les formes 
Camboa (1350, titres de Came), 
Cambe (1501, chapitre de Bayonne),
Cambo (1650, carte du Gouvernement Général de Guienne et Guascogne et Pays circonvoisins), 
Sanctus Laurentius de Cambo (1757, collations du diocèse de Bayonne), 
La Montagne en 1793 et
Kanbo au XIXe siècle.

### Graphie basque
Son nom basque actuel est Kanbo.

## Histoire
Paul Raymond note que la paroisse de Larressore était une annexe de Cambo.
La loi du 4 mars 1790, qui détermina un nouveau paysage administratif de la France en créant des départements et des districts, décida de la naissance du département des Basses-Pyrénées en réunissant le Béarn, les terres gasconnes de Bayonne et de Bidache, et les trois provinces basques françaises. Pour ces dernières, trois districts furent créés : Mauléon, Saint-Palais et Ustaritz, qui remplaça le bailliage du Labourd. Par abus de pouvoir des dirigeants locaux, le siège d'Ustaritz fut transféré presque immédiatement à Bayonne.[réf. nécessaire] Son Directoire incita un grand nombre de municipalités à adopter de nouveaux noms conformes à l'esprit de la Révolution. Ainsi Cambo s'appela La Montagne, Ainhoa devint Mendiarte, Ustaritz Marat-sur-Nive, Itxassou Union, Arbonne Constante, Saint-Étienne-de-Baïgorry Thermopyles, Saint-Palais Mont-Bidouze, Louhossoa Montagne-sur-Nive, Saint-Jean-Pied-de-Port Nive-Franche, Saint-Jean-de-Luz Chauvin-Dragon, du nom d'un jeune soldat mort au combat et Souraïde Mendialde.
En 1790, Cambo fut le chef-lieu d'un canton qui comprenait les communes de Cambo, Halsou et Itxassou et dépendait du district d'Ustaritz.
En 1794, au plus fort de la Terreur, et à la suite de la désertion de quarante-sept jeunes gens d'Itxassou, le Comité de salut public (arrêté du 13 ventôse an II - 3 mars 1794) fit arrêter et déporter une partie des habitants (hommes, femmes et enfants) d'Ainhoa, Ascain, Espelette, Itxassou, Sare et Souraïde, décrétées, comme les autres communes proches de la frontière espagnole, communes infâmes. Cette mesure fut étendue à Biriatou, Cambo, Larressore, Louhossoa, Mendionde et Macaye.

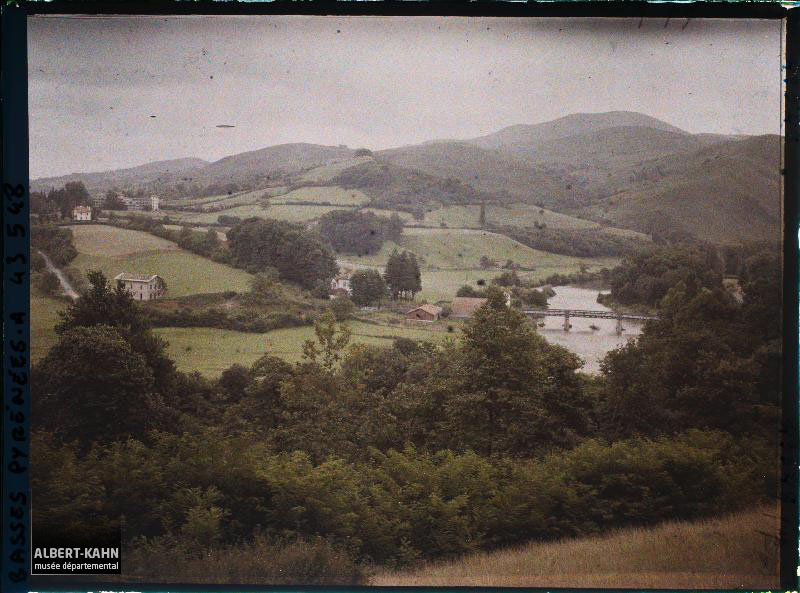
Vue depuis le haut Cambo en 1924.

Les habitants furent « réunis dans diverses maisons nationales, soit dans le district d'Ustaritz, soit dans celles de la Grande Redoute, comme de Jean-Jacques Rousseau ». En réalité, ils furent regroupés dans les églises, puis déportés dans des conditions très précaires à Bayonne, Capbreton, Saint-Vincent-de-Tyrosse et à Ondres. Les départements où furent internés les habitants des communes citées furent le Lot, le Lot-et-Garonne, le Gers, les Landes, les Basses-Pyrénées (partie béarnaise) et les Hautes-Pyrénées.
Le retour des exilés et le recouvrement de leurs biens furent décidés par une série d'arrêtés pris le 29 septembre et le 1er octobre 1794, poussés dans ce sens par le directoire d'Ustaritz :
« Les ci-devant communes de Sare, Itxassou, Ascain, Biriatou et Serres, dont les habitants internés il y a huit mois par mesure de sûreté générale, n'ont pas été cultivées. Les habitants qui viennent d'obtenir la liberté de se retirer dans leurs foyers, demandent à grands cris des subsistances sans qu'on puisse leur procurer les moyens de satisfaire à ce premier besoin de l'homme, la faim. ». La récupération des biens ne se fit pas sans difficulté, ceux-ci avaient été mis sous séquestre mais n'avaient pas été enregistrés et avaient été livrés au pillage : « Les biens, meubles et immeubles des habitants de Sare, n'ont été ni constatés ni légalement décrits ; tous nos meubles et effets mobiliers ont été enlevés et portés confusément dans les communes voisines. Au lieu de les déposer dans des lieux sûrs, on en a vendu une partie aux enchères, et une autre partie sans enchères. »

## Héraldique
| Blason | Blasonnement : D'azur au lion d'or à la bordure componée de gueules et d'or. |

## Politique et administration

### Liste des maires
| Période                                  | Période              | Identité                    | Étiquette       | Qualité |
| ---------------------------------------- | -------------------- | --------------------------- | --------------- | --- |
| 1896                                     | 1900                 | Albert Dotézac              |                 | Médecin-inspecteur des Thermes |
| 1905                                     | 1908                 | Pierre Juanchuto            | Conservateur    | Conseiller général du canton d'Espelette (1907 → 1919) |
| 1908                                     | 1919                 | Jules Fagalde               |                 | Dirigeant d'entreprise |
| 1919                                     | 1925                 | Pierre Juanchuto            | Conservateur    | Conseiller général du canton d'Espelette (1907 → 1919) |
| 1925                                     | 1935                 | Constant Colbert            |                 | Médecin |
| 1935                                     | 1944                 | Émile Dotézac               | Rad.            | Médecin Conseiller général du canton d'Espelette (1931 → 1940) Nommé conseiller départemental en 1943 |
| 1944                                     | 1960                 | Jean Rumeau                 |                 | |
| 1960                                     | mars 1965            | Alexandre Camino            | UNR             | Médecin Député de la 3e circonscription des Pyrénées-Atlantiques (1958 → 1962) Conseiller général du canton d'Espelette (1951 → 1964)                                                                                     |
| mars 1965                                | juillet 1980 (décès) | Michel Labéguerie           | CD puis UDF-CDS | Médecin Sénateur des Pyrénées-Atlantiques (1974 → 1980) Député de la 3e circonscription des Pyrénées-Atlantiques (1962 → 1967) Conseiller général du canton d'Espelette (1964 → 1980)                                     |
| septembre 1980                           | mars 1989            | Rita Labéguerie             | UDF             | Ancienne présidente de la Croix-Rouge française. Veuve du précédent. |
| mars 1989                                | juin 1995            | Laurent Duhart              |                 | |
| juin 1995                                | juillet 2017         | Vincent Bru                 | DD UDF puis UDI | Professeur de faculté Député de la 6e circonscription des Pyrénées-Atlantiques (2017 → ) Conseiller général du canton d'Espelette (2001 → 2015) Conseiller départemental du canton de Baïgura et Mondarrain (2015 → 2017) |
| juillet 2017                             | mars 2019 (décès)    | Bernadette Rimbert-Jougleux | DVD             | Retraitée de l'enseignement. |
| avril 2019                               | En cours             | Christian Devèze            | DVC             | Conseiller régional depuis 2021 |
| Les données manquantes sont à compléter. |                      |                             |                 | |

### Intercommunalité
Cambo-les-Bains fait partie de cinq structures intercommunales :
- la communauté d'agglomération du Pays Basque ;
- le SIVU Artzamendi, dont elle accueille le siège ;
- le syndicat d’énergie des Pyrénées-Atlantiques ;
- le syndicat intercommunal pour la gestion du centre Txakurrak ;
- le syndicat intercommunal pour le soutien à la culture basque.

### Jumelages
- Deba (Espagne) depuis 2000[62].
- Caldas da Rainha (Portugal).
- Dolores (Argentine) depuis 2012[63].

## Population et société

### Démographie
L'évolution du nombre d'habitants est connue à travers les recensements de la population effectués dans la commune depuis 1793. Pour les communes de moins de 10 000 habitants, une enquête de recensement portant sur toute la population est réalisée tous les cinq ans, les populations de référence des années intermédiaires étant quant à elles estimées par interpolation ou extrapolation. Pour la commune, le premier recensement exhaustif entrant dans le cadre du nouveau dispositif a été réalisé en 2007.

En 2022, la commune comptait 6 715 habitants, en évolution de +1,3 % par rapport à 2016 (Pyrénées-Atlantiques : +3,78 %, France hors Mayotte : +2,11 %).
| 1793  | 1800  | 1806  | 1821  | 1831  | 1836  | 1841  | 1846  | 1851  |
| ----- | ----- | ----- | ----- | ----- | ----- | ----- | ----- | ----- |
| 1 196 | 1 322 | 1 372 | 1 262 | 1 373 | 1 315 | 1 418 | 1 503 | 1 467 |

| 1856  | 1861  | 1866  | 1872  | 1876  | 1881  | 1886  | 1891  | 1896  |
| ----- | ----- | ----- | ----- | ----- | ----- | ----- | ----- | ----- |
| 1 626 | 1 467 | 1 470 | 1 436 | 1 595 | 1 587 | 1 879 | 1 811 | 2 012 |

| 1901  | 1906  | 1911  | 1921  | 1926  | 1931  | 1936  | 1946  | 1954  |
| ----- | ----- | ----- | ----- | ----- | ----- | ----- | ----- | ----- |
| 2 118 | 2 225 | 2 087 | 1 957 | 2 344 | 3 337 | 3 324 | 3 616 | 4 374 |

| 1962  | 1968  | 1975  | 1982  | 1990  | 1999  | 2006  | 2007  | 2012  |
| ----- | ----- | ----- | ----- | ----- | ----- | ----- | ----- | ----- |
| 3 519 | 4 083 | 4 146 | 4 162 | 4 128 | 4 416 | 5 671 | 5 849 | 6 636 |

| 2017  | 2022  | - | - | - | - | - | - | - |
| ----- | ----- | - | - | - | - | - | - | - |
| 6 551 | 6 715 | - | - | - | - | - | - | - |

### Enseignement
La commune dispose de cinq écoles : une école maternelle publique (Chantecler), deux écoles élémentaires publiques et deux écoles primaires privées (Errobi Ikastola et Sainte-Marie). Les écoles publiques ainsi que l'école privée Sainte-Marie proposent un enseignement bilingue français-basque à parité horaire ; l'école privée Errobi Ikastola propose quant à elle un enseignement basque par immersion.

## Économie
L'activité est fortement marquée par la vocation thermale de la commune. Un millier d'emplois directs en dépend. Dix-sept établissements de santé s'ajoutent à l'établissement thermal.
Le reste de l'économie est principalement orienté vers l'agriculture et l'horticulture. La commune fait partie de la zone d'appellation de l'ossau-iraty et de celle de production du piment d'Espelette.
Dans le secteur de l'industrie, la société JBT Boursier, spécialisée dans la conception, la fabrication de moules et l'injection plastique (savoir-faire sur des procédés spécifiques tels que la  bi-injection) est implantée sur la commune. Elle produit en postes continues et emploie 35 personnes. La continuité de la transformation du chocolat, multiséculaire sur la commune, est également assurée par un atelier, Puyodebat.

## Culture locale et patrimoine

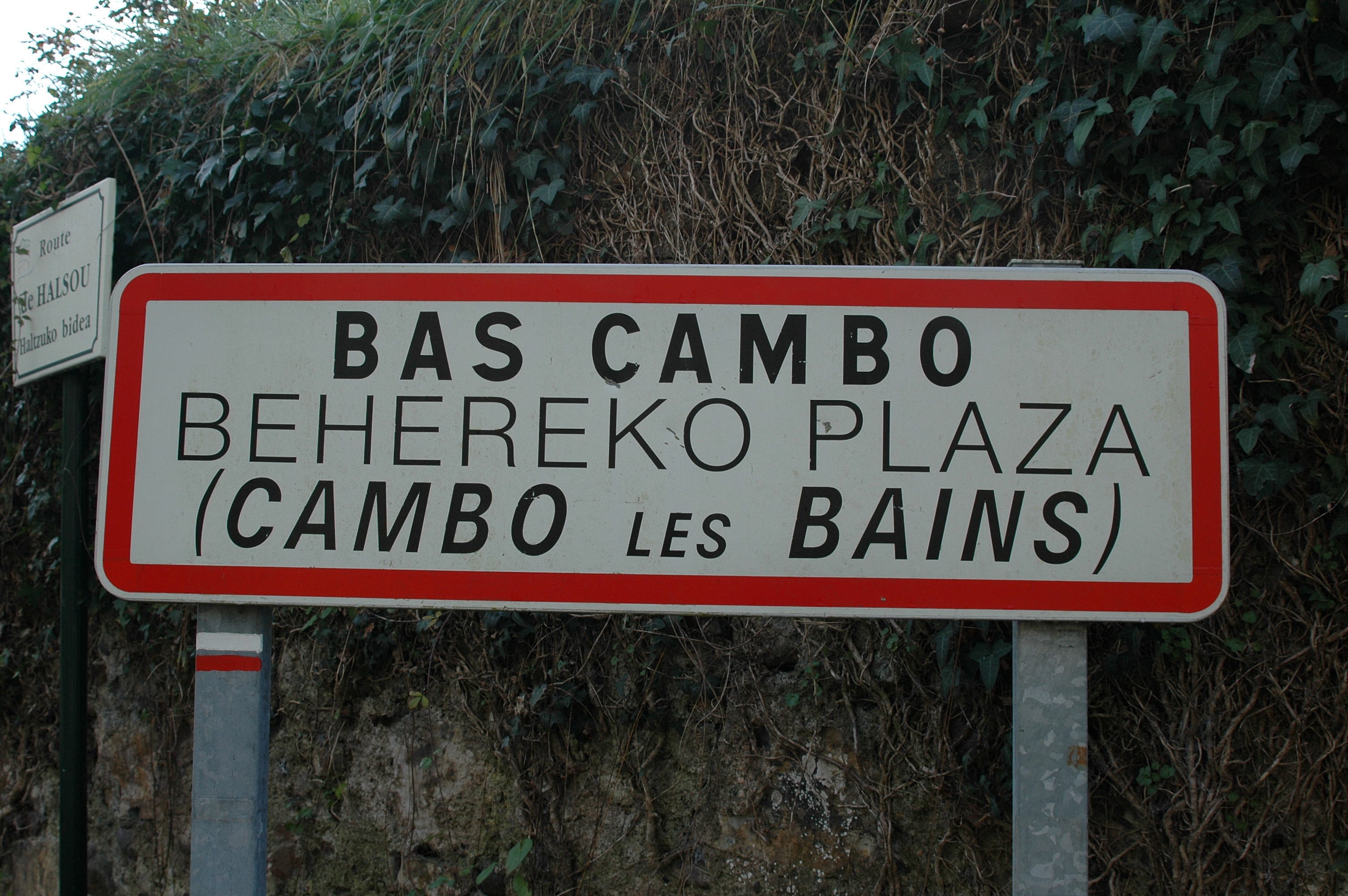
Signalisation bilingue de Bas-Cambo (Cambo-les-Bains) et signe du GR 10.
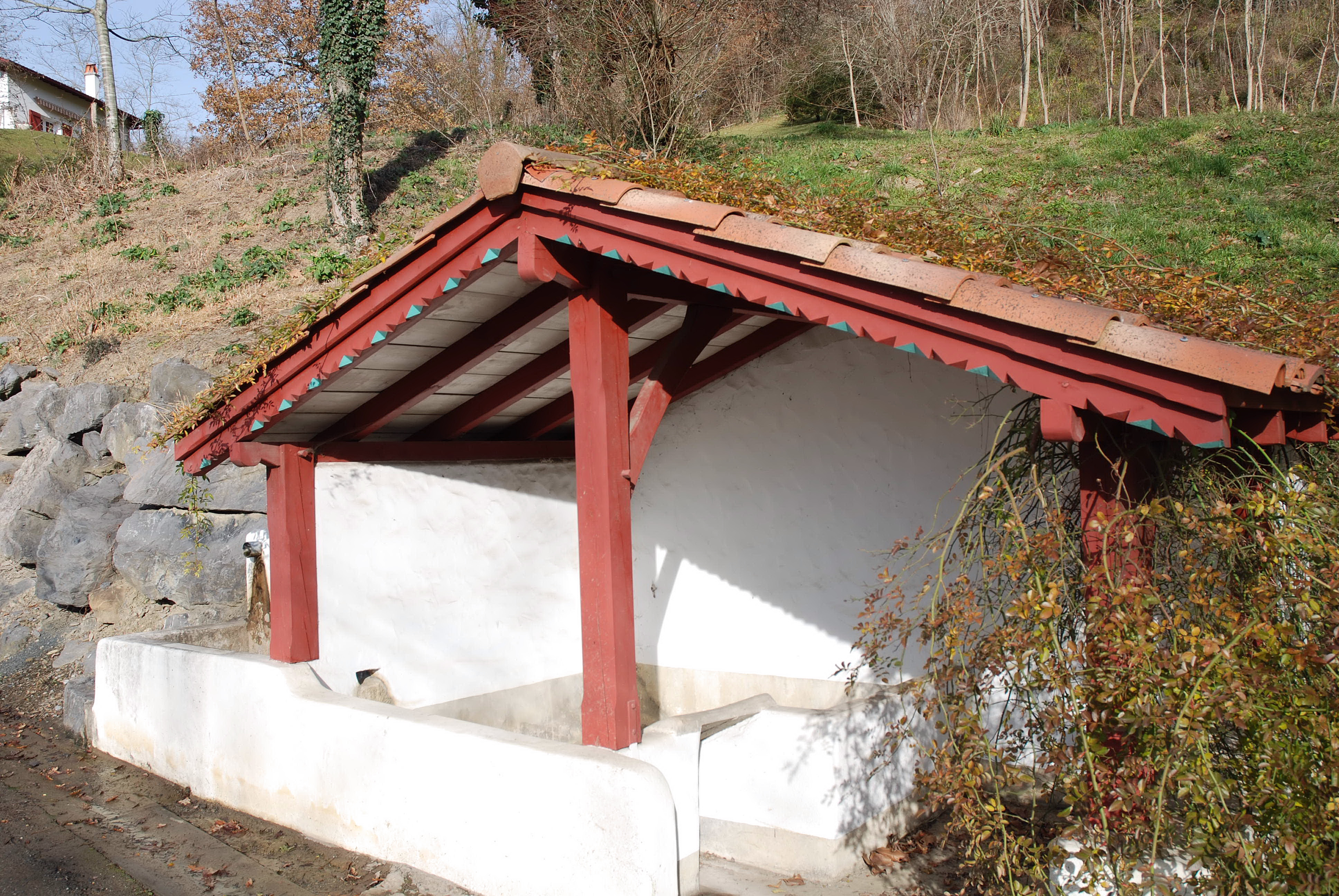
Un vieux lavoir de Bas-Cambo.
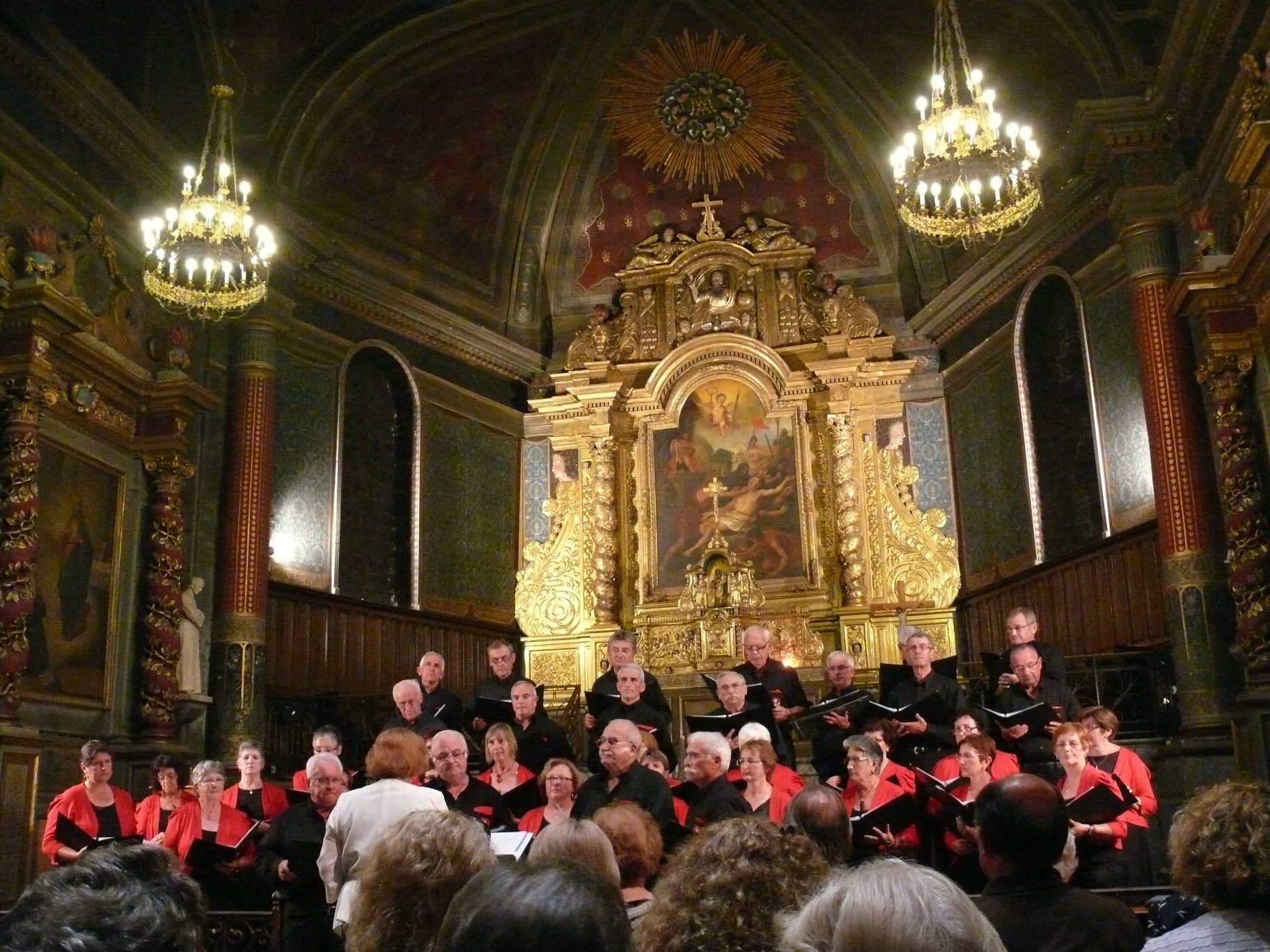
Chorale basque à l'intérieur de l'église de Cambo.

### Langues
D'après la Carte des Sept Provinces Basques éditée en 1863 par le prince Louis-Lucien Bonaparte, le dialecte basque parlé à Cambo est le bas-navarrais occidental.

### Festivités
Le comité des fêtes du Haut-Cambo (Kanboko gazteria) organise les fêtes au lieu-dit Paxkaleku ainsi que le carnaval.
Un second comité des fêtes s'occupe, quant à lui, de celles du Bas-Cambo.
Le nom de l'église de Cambo étant Saint-Laurent, les fêtes de Cambo-les-Bains ont donc lieu dans une période de trois à quatre jours autour du 10 août.

### Patrimoine civil

#### Préhistoire
L'abri-sous-roche d'Olha, aujourd'hui effondré, est situé sur une des anciennes terrasses alluviales de la Nive près de Cambo-les-Bains, dans le ravin de l'Urdaueio (affluent de la Nive). Il a livré des industries du Paléolithique moyen (Moustérien et Vasconien), notamment des hachereaux et des bifaces. Il fut découvert par Emmanuel Passemard en 1917,. Georges Laplace effectua des fouilles dans le prolongement de l'abri, dans un locus qu'il nomma Olha II. L'étude de l'industrie a été reprise récemment.

#### Musée Edmond-Rostand
À l'écart de la ville, en direction de Larressore, se trouve la villa Arnaga. Il s'agit d'une vaste maison basque qu'Edmond Rostand fit construire, au prix de travaux énormes, par l'architecte Joseph-Albert Tournaire entre 1903 et 1906.
Venu à Cambo-les-Bains pour soigner une pleurésie, il décida de s'y installer et y vécut de 1906 à 1918.
C'est à Arnaga qu'il écrivit Chantecler.
Le visiteur peut encore y lire sur une plaque à l'entrée de la villa le célèbre quatrain de bienvenue de Rostand :
« Toi qui viens partager notre lumière blonde / et t'asseoir au festin des horizons changeants / n'entre qu'avec ton cœur, n'apporte rien du monde / et ne raconte pas ce que disent les gens ».
Arnaga est une des premières maisons de style « néo-basque ». Rostand dessina et décora lui-même les 40 pièces de la villa, en divers styles (anglais pour le hall, chinois pour le fumoir, etc.). La peintre Clémentine-Hélène Dufau a peint en 1906 des panneaux décoratifs pour la bibliothèque (Les Cygnes noirs et Automne) ainsi que des médaillons dans l'escalier et quelques portraits dont celui du fils de Rostand Maurice Rostand sont visibles dans la villa.
Anna de Noailles aimait lire et travailler dans le bureau-bibliothèque de style Premier Empire, que délaissait Rostand.
La villa est entourée d'un grand jardin à la française, où deux pavillons encadrant une pergola inspiré du parc de palais de Schönbrunn à Vienne, se reflète dans une pièce d'eau. Rostand y recevait ses hôtes, dont les comédiens Sarah Bernhardt et Coquelin, du haut d'un balcon en déclamant des vers.
La partie arrière comprend un jardin à l'anglaise.
En 1960, la mairie acheta la villa pour en faire le musée Edmond-Rostand.
À noter que Gérard Depardieu a fait don au musée de son César reçu en 1992 pour son interprétation dans Cyrano de Bergerac qui est présenté dans la bibliothèque, fermée par des grilles décoratives dues à des grands ferronniers d'art parisiens de l'époque, parents de Boris Vian.
La villa a été classée comme monument historique en 1996 et le jardin porte le label « jardin remarquable ».

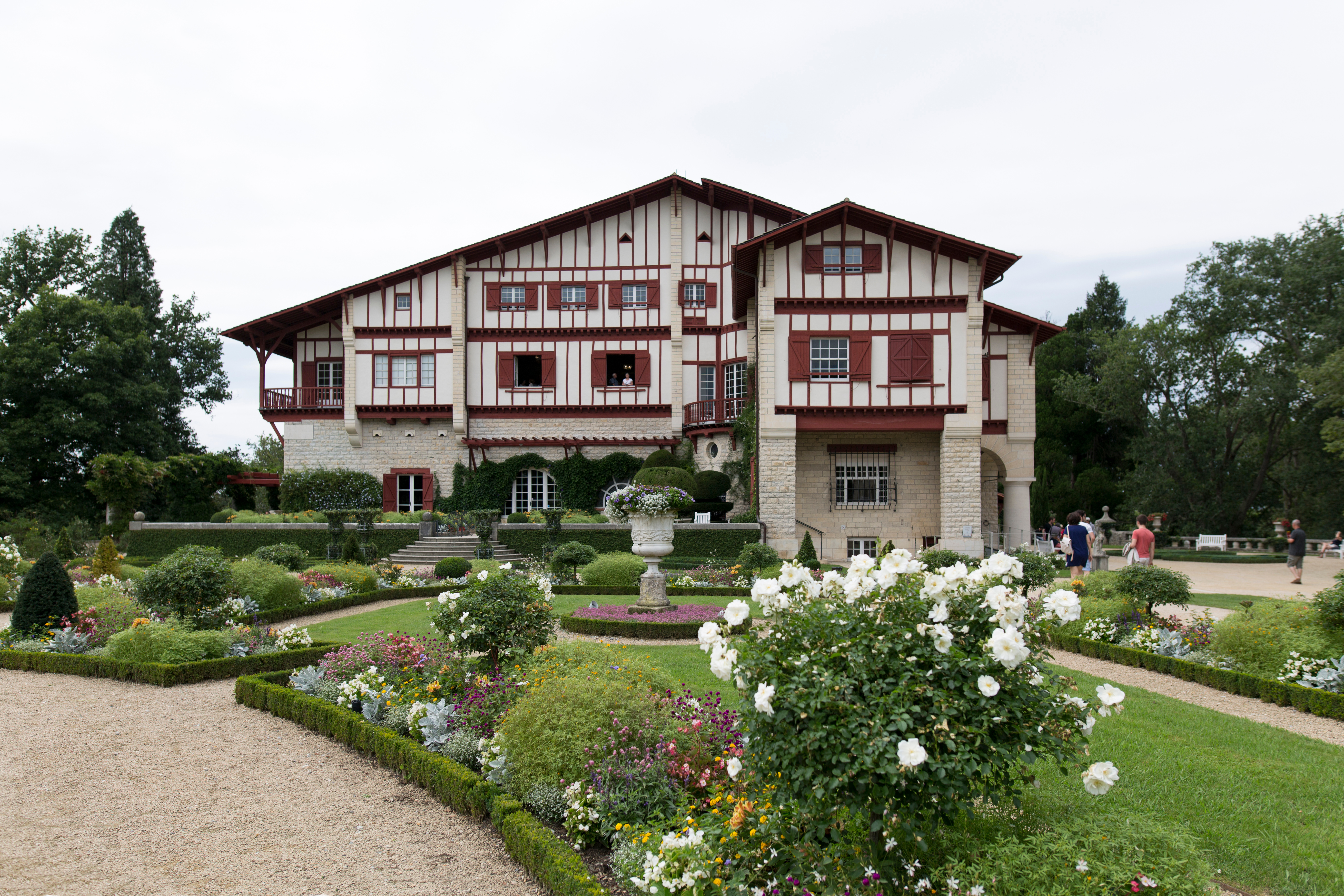
Villa Arnaga.
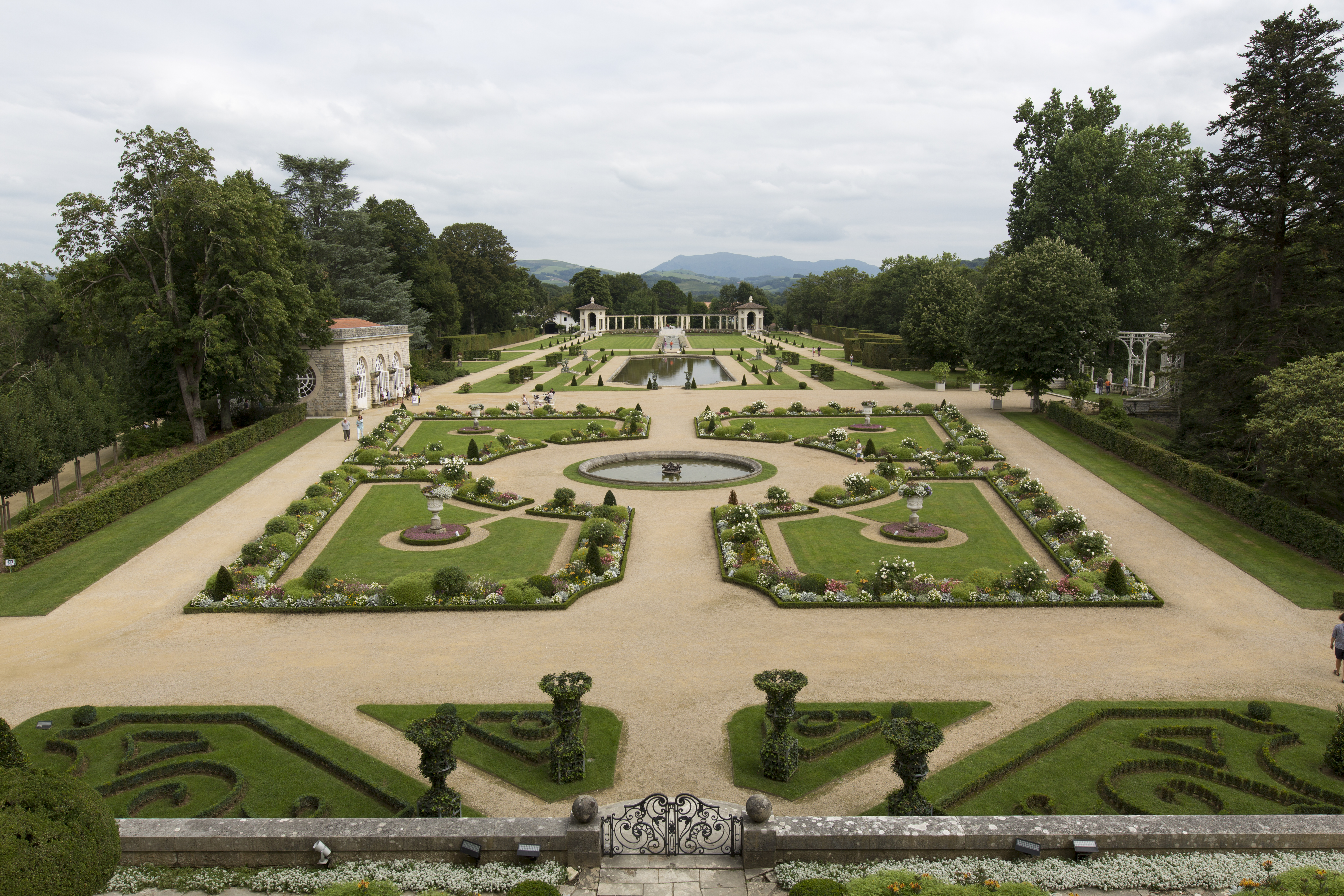
Jardins à la française, vus du premier étage de la villa.

#### Établissement thermal
Cambo-les-Bains possède un établissement thermal spécialisé dans la rhumatologie (arthroses, troubles de l'appareil locomoteur) et le traitement des voies respiratoires (ORL et pneumologie). Le bâtiment principal a été construit vers 1926 par les architectes Émile Molinié, Charles Nicod et Henri Sajous dans un style néo-classique. Les céramiques des thermes ont été réalisées par Gentil & Bourdet. L'établissement dispose d'un parc de 15 hectares. Il appartient aujourd'hui à la chaîne thermale du Soleil.
Parmi les habitués célèbres des vertus thermales locales, Marie-Anne de Neubourg, veuve de Charles II d'Espagne venait prendre les eaux à Cambo dès le début du XVIIIe siècle.

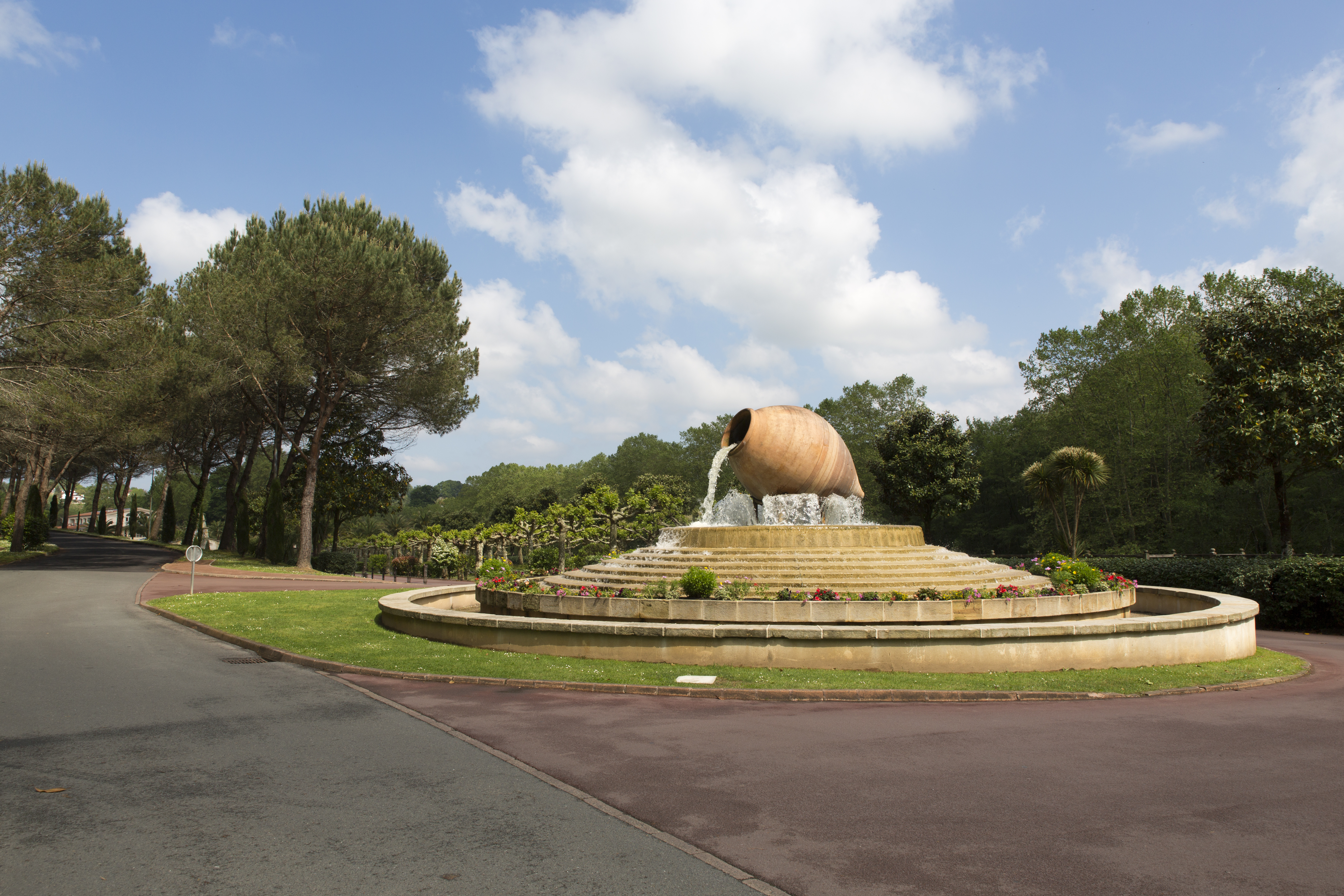
Entrée du site thermal.
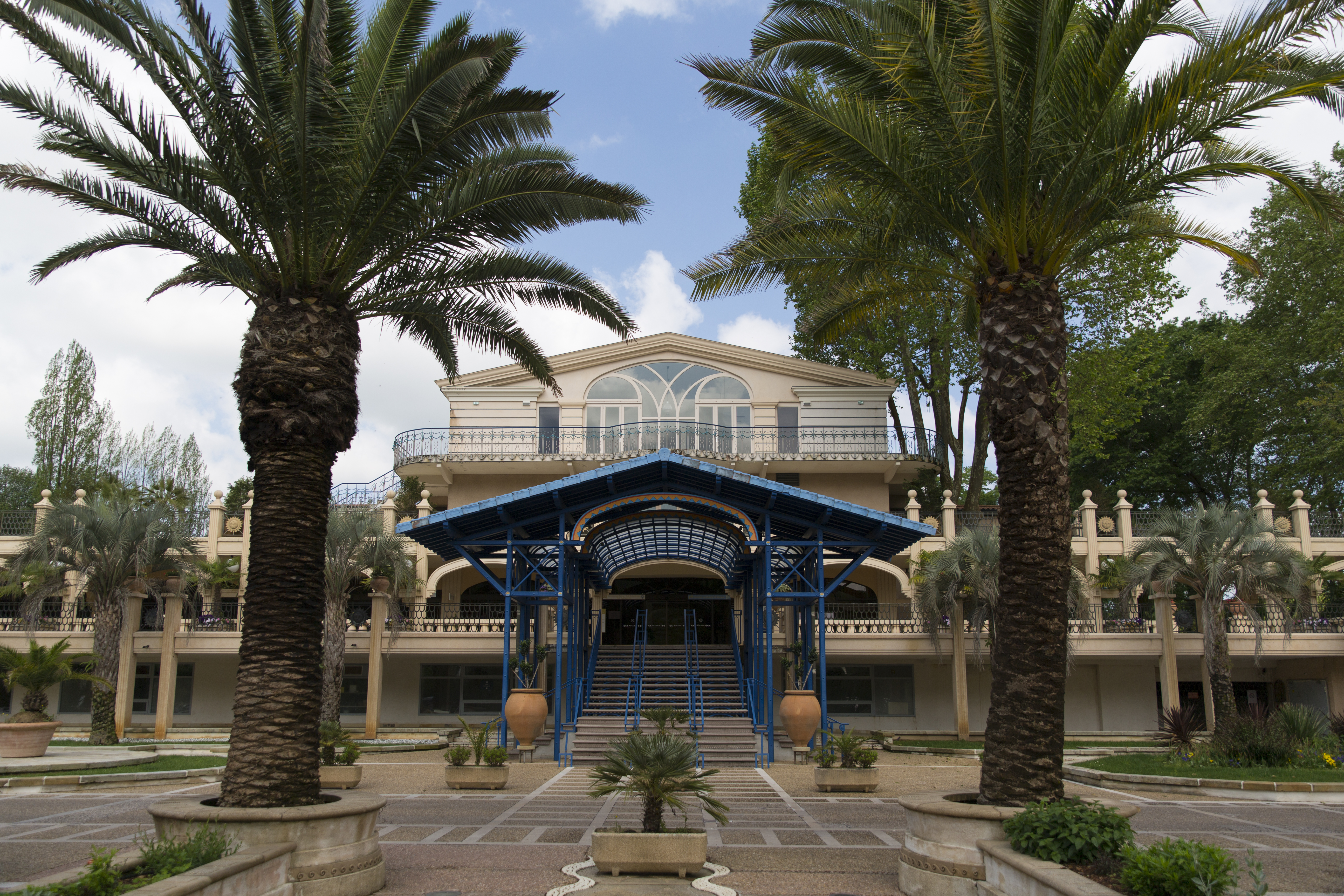
Bâtiment principal des thermes.
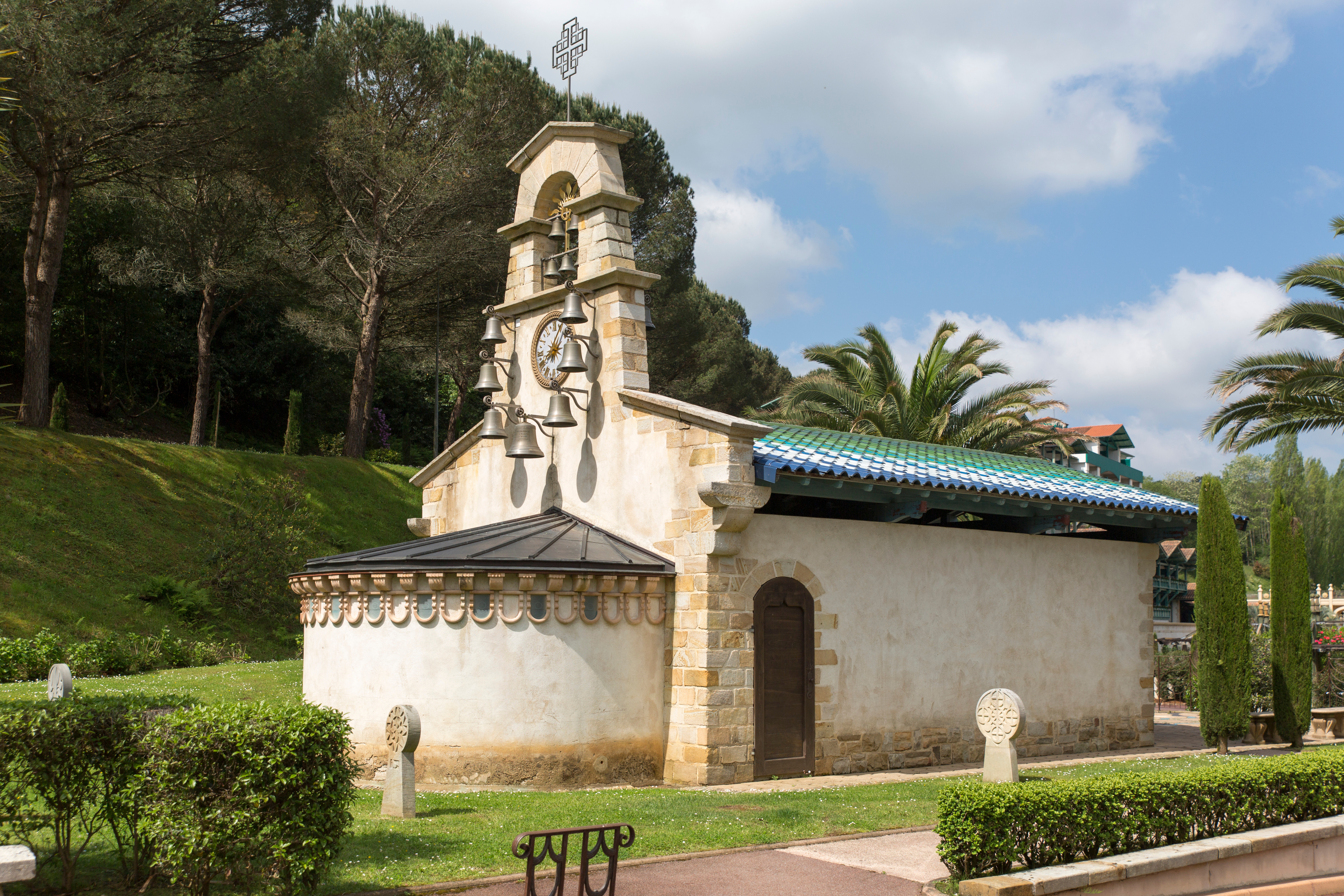
La chapelle.

### Patrimoine religieux
L’église Saint-Laurent date du XVIIe siècle et recèle du mobilier et un tableau (le martyre de saint Laurent) classés aux monuments historiques. Le cimetière attenant présente de nombreuses tombes discoïdales et tabulaires, des dalles funéraires et une croix, ainsi qu'un ensemble de vingt-six monuments sépulcraux (quatre dalles funéraires, croix, vingt-et-une plates-tombes) inventoriés par le ministère de la Culture.
La commune est située sur la voie de la Nive, une variante du chemin de Saint-Jacques-de-Compostelle suivie par les pèlerins qui, de Bayonne, recherchaient à regagner le Camino Navarrais avant sa traversée des Pyrénées, à Saint-Jean-Pied-de-Port.

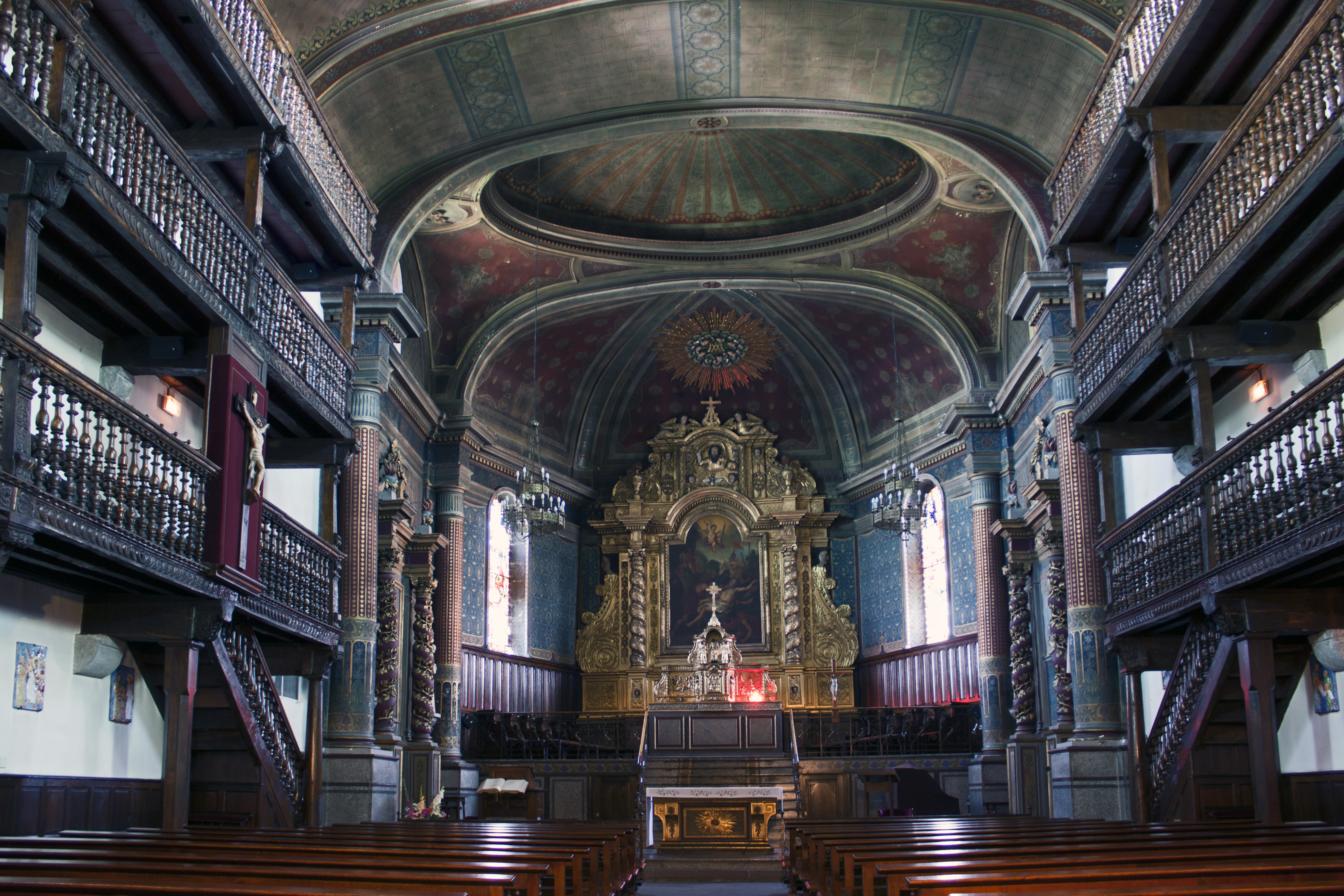
Intérieur de l'église de Cambo.
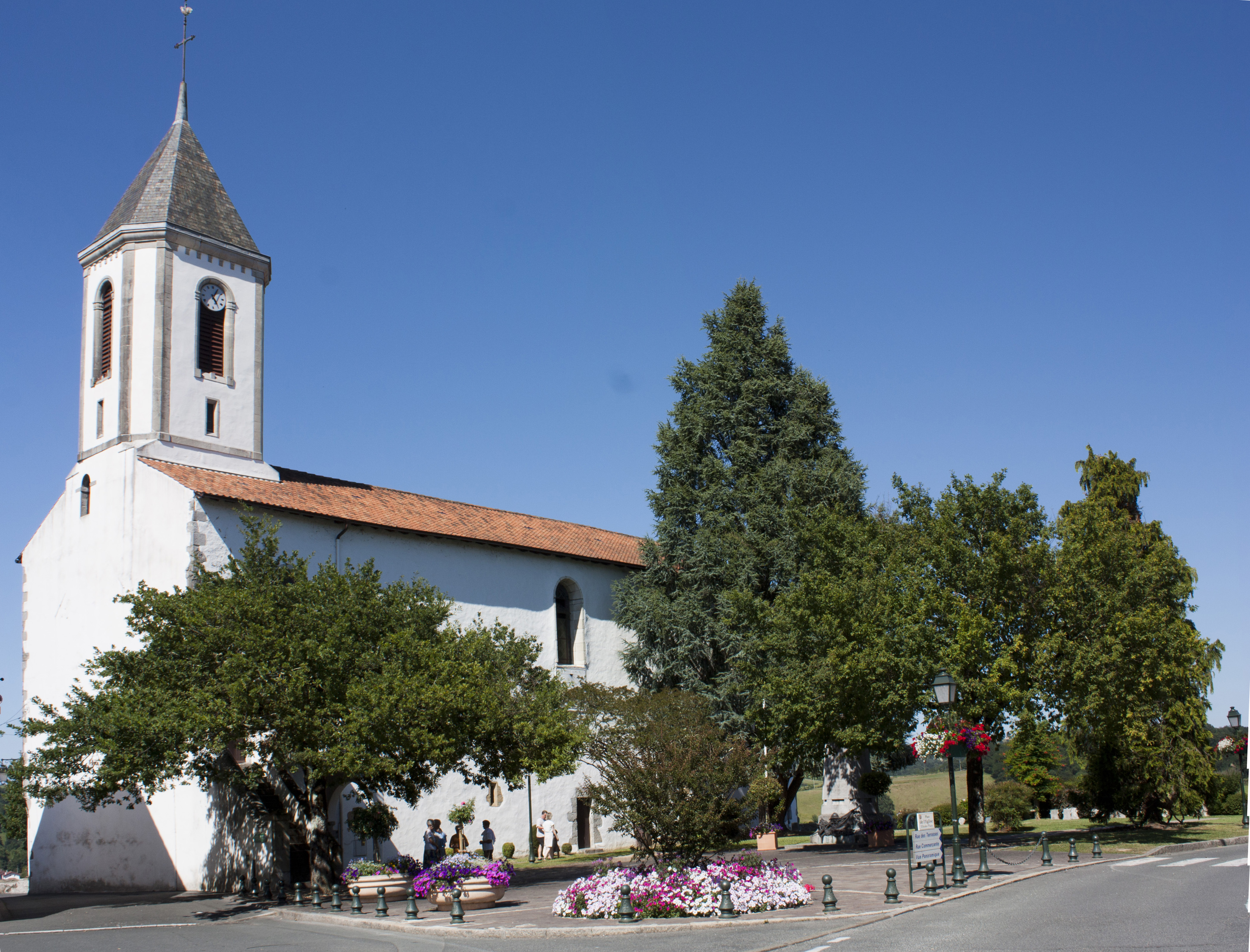
Vue de l'église.

#### La chapelle des Icones

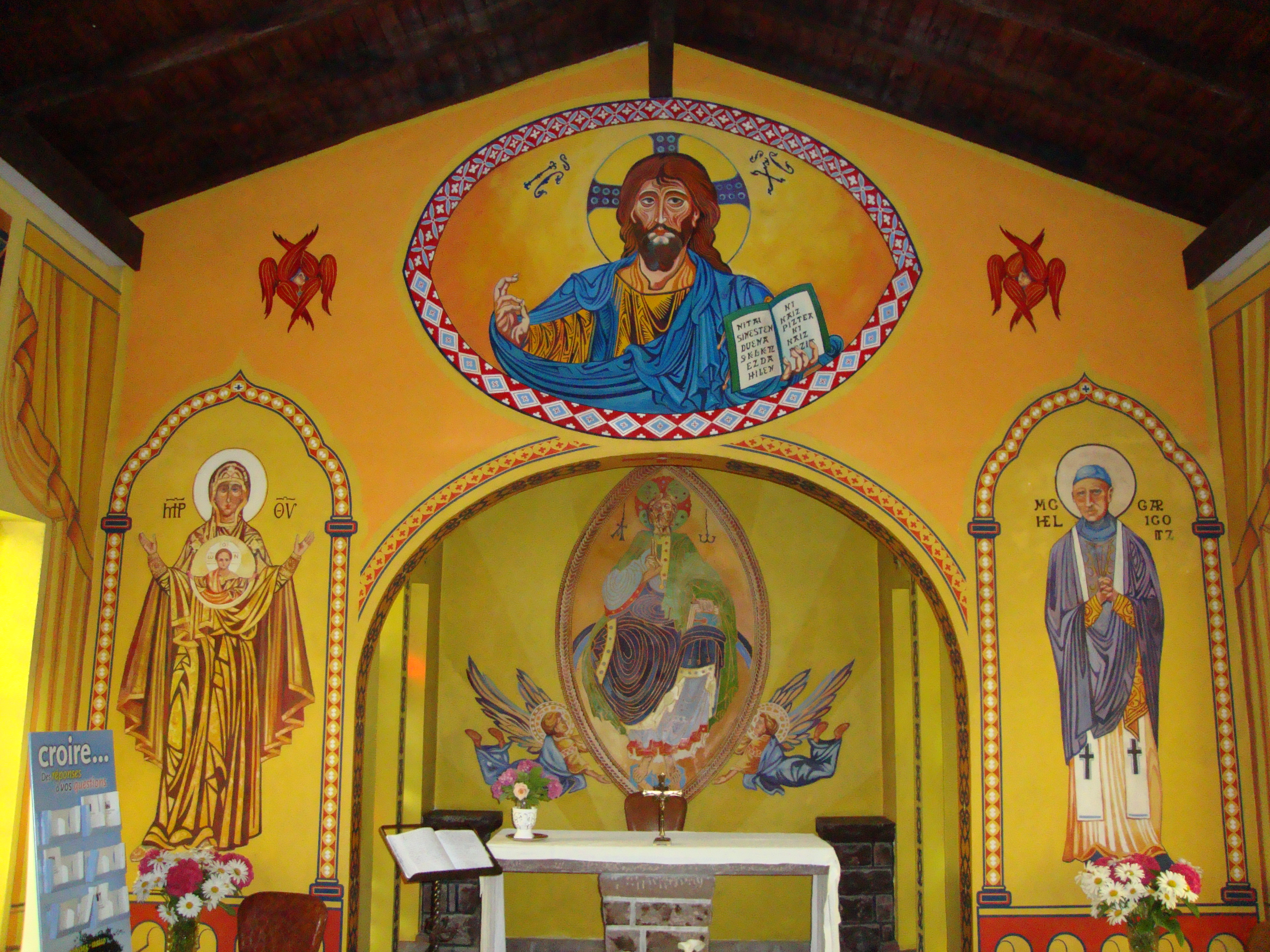
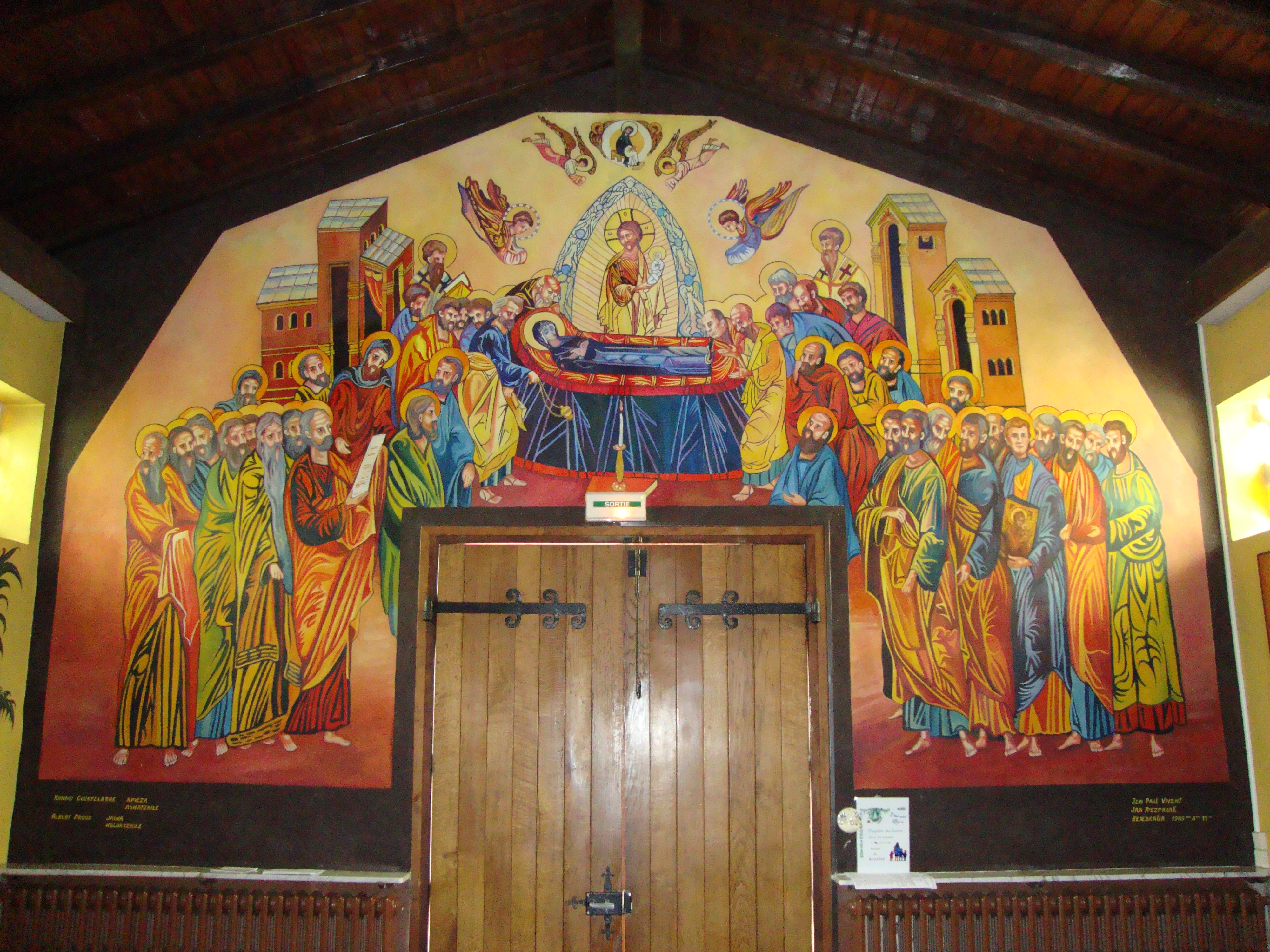
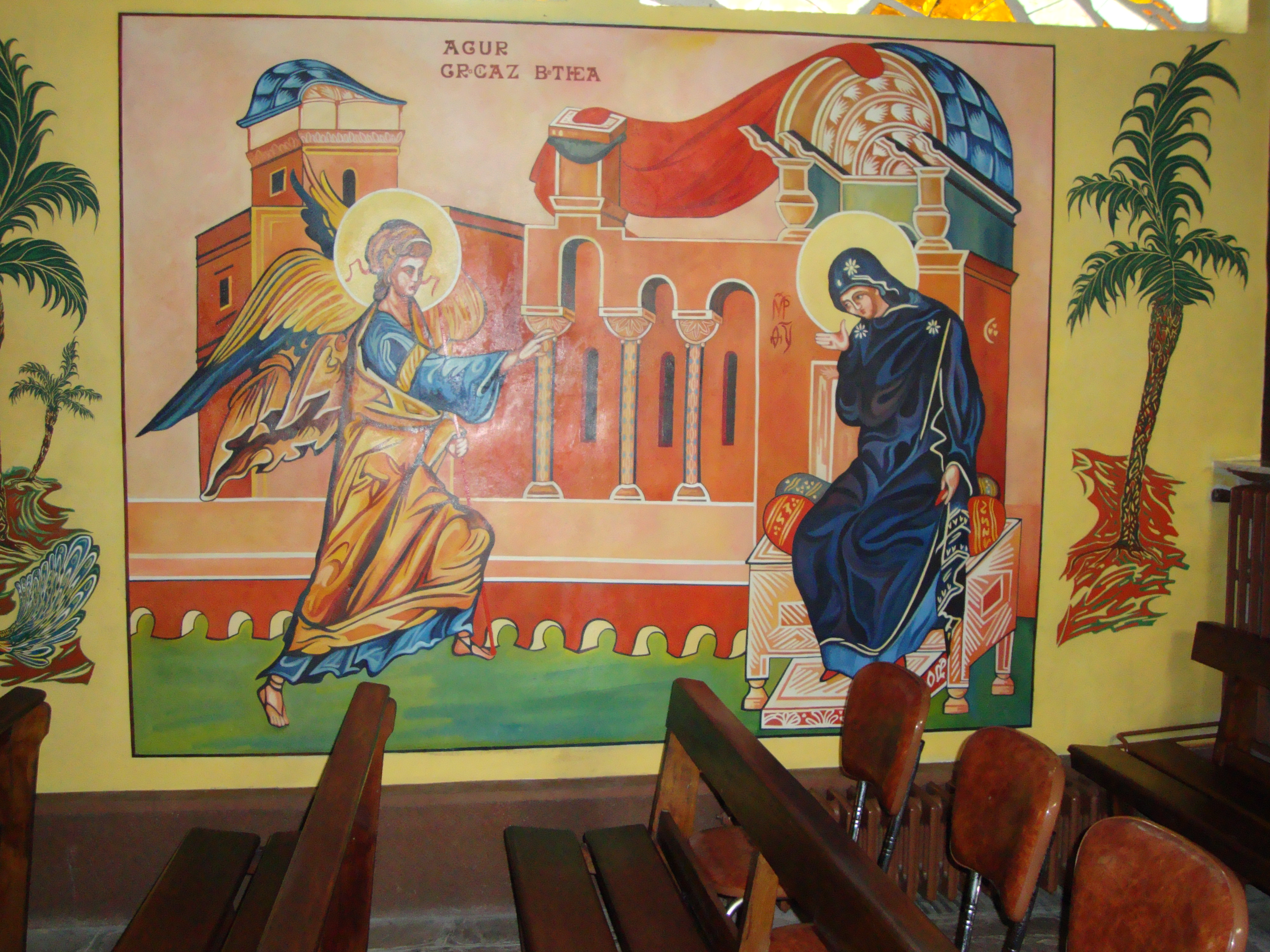
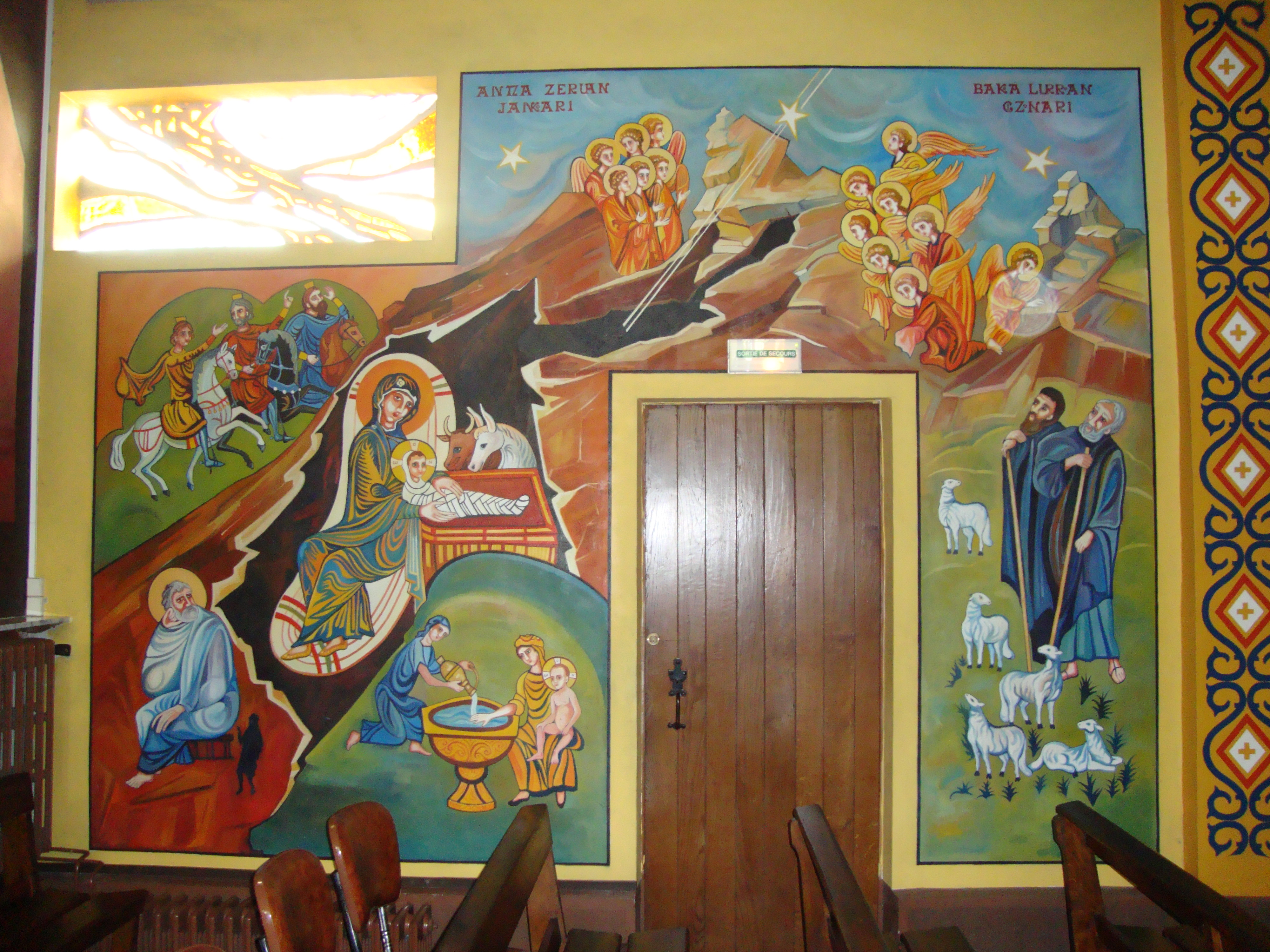

### Patrimoine environnemental
- Le village possède également un lavoir et pont romain.

|  |  |

## Équipements

### Enseignement
La commune dispose de trois collèges, le collège ikastola Xalbador, le collège public Errobi et le collège privé Saint-Michel-Garicoïts. L'enseignement primaire est dispensé dans deux écoles publiques, l'école primaire Bas-Cambo et l'école maternelle Premiers-Pas, ainsi que dans l'école privée Sainte-Marie (maternelle et primaire) et Errobi ikastola (école maternelle et primaire en langue basque).

## Personnalités liées à la commune

### Nées auXVIIesiècle
- Sebastián Durón, né en 1660 à Brihuega (Espagne) et mort en 1716 à Cambo-les-Bains, est un compositeur espagnol.

### Nées auXIXesiècle
- Charles Denis Bourbaki, né en 1816 à Pau et mort en 1897 à Cambo-les-Bains, est un général français ;
- Isaac Albéniz, né en 1860 à Camprodon (province de Gérone, Espagne) et mort en 1909 à Cambo-les-Bains, est un pianiste et compositeur espagnol ;
- Eugène Rostand, mort à Cambo-les-Bains en 1915, est un avocat, économiste et le père d'Edmond Rostand ;
- Blaise Diagne, né en 1872 à Gorée (Sénégal) et mort en 1934 à Cambo-les-Bains, est le premier député africain élu à l'Assemblée nationale française ;
- Pablo Tillac, né en 1880 à Angoulême et mort en 1969 à Bayonne est un peintre, graveur, sculpteur et illustrateur français. Il a vécu à Cambo et y a laissé une part importante de son œuvre ;
- Joseph Apesteguy, dit « Chiquito de Cambo », né en 1881 à Cambo-les-Bains et mort en 1950 à Guéthary, enterré au cimetière municipale de Cambo, est connu pour ses exploits sportifs de pelotari qui le conduisirent au titre de champion de France ;
- Blanche Delacroix, née en 1883 à Bucarest et morte en 1948 à Cambo-les-Bains, baronne de Vaughan, est l'épouse du roi Léopold II de Belgique ;
- Constantin Motchoulski, né en 1892 à Odessa et mort en 1948 à Cambo-les-Bains, écrivain russe ;
- Jeanne Pérez, née en 1894 à Castelsarrasin et morte en 1975 à Cambo-les-Bains, est une actrice française ;
- Georges Bidault, né en 1899 à Moulins et mort à Cambo-les-Bains en 1983, est un homme politique français, président du Conseil entre 1949 et 1950.

### Nées auXXesiècle
- Paul Gadenne, né en 1907 à Armentières et mort en 1956 à Cambo-les-Bains, est un écrivain ;
- Jean-Baptiste Aguer, né à Cambo-les-Bains en 1912, est un joueur de joko garbi et de main nue qui marqua le monde de la pelote basque ;
- Jean Dauger, né en 1919 à Cambo-les Bains et mort en 1999 à Bayonne, est un joueur français de rugby à XV et de rugby à XIII ;
- Jean-Michel Gonzalez, né le 10 juillet 1967 à Bayonne, un joueur international de rugby à XV a commencé le rugby à Cambo-les-Bains ;
- Jean-Michel Labadie, né le 14 juillet 1974 à Cambo-les-Bains, bassiste du groupe Gojira ;
- Claude Dendaletche, né le 2 mai 1941, biologiste et naturaliste, spécialiste des Pyrénées[89] ;
- Roger Etchegaray, né le 25 septembre 1922 à Espelette et mort le 4 septembre 2019 à Cambo-les-Bains, est un cardinal français, archevêque de Marseille de 1970 à 1985.
- Iban Hiriart-Urruty, né le 13 mai 1993 à Cambo-les-Bains, joueur français professionnel de rugby à XV.